# Retours
Pour les articles homonymes, voir Retour.
Les Retours ou Nostoi (en grec ancien Νόστοι / Nósto, littéralement « retours aux foyers », en latin Nosti) sont une épopée perdue de la Grèce antique. Les Anciens l'attribuaient diversement à Hégésias de Salamine, Agias de Trézène, Eumélos de Corinthe ou même Homère.
Les Retours faisaient partie du Cycle troyen, un ensemble d'œuvres qui retraçaient l'histoire de la guerre de Troie. Ils suivaient chronologiquement le Sac de Troie et précédaient l’Odyssée.

## Datation
La date de composition des Retours, et la date à laquelle le récit a été fixé par écrit, sont toutes deux très incertaines. On s'accorde généralement à penser que l'œuvre a été achevée entre le VIIe et le VIe siècle av. J.-C..

## Composition
Seules cinq lignes et demie du poème original sont parvenues jusqu'à nous. Le seul résumé détaillé de l'œuvre dont on dispose provient de la Chrestomathie attribuée à Proclos, philosophe du Ve siècle apr. J.-C.. Les autres sources restent très fragmentaires.
Le poème est divisé en cinq livres écrits en hexamètres dactyliques, racontant les retours vers leurs foyers des héros grecs après la guerre de Troie.

## Contenu du poème
Le poème débute alors que les Grecs sont prêts à appareiller pour rentrer en Grèce. Mais Athéna est courroucée par leur conduite impie lors de la prise de Troie. Agamemnon diffère son départ, espérant un apaisement de la déesse ; Diomède et Nestor embarquent immédiatement et atteignent la Grèce sans encombre ; Ménélas fait de même mais une tempête le fait échouer en Égypte, où il reste bloqué plusieurs années. D'autres Grecs, comme le devin Calchas, se rendent par terre à Colophon, où Calchas meurt et est incinéré.
Comme Agamemnon s'apprête à embarquer, l'ombre d'Achille lui apparaît et lui révèle son destin. Agamemnon fait un sacrifice et appareille malgré tout. Néoptolème est visité par sa grand-mère, la Néréide Thétis, qui lui conseille d'attendre et d'offrir plus de sacrifices aux dieux. A la demande d'Athéna, Zeus envoie une tempête sur les nefs d'Ajax le petit, qui périt en mer au sud de l'Eubée. Néoptolème suit le conseil de Thétis et rentre par terre ; en Thrace, il rencontre Ulysse qui est venu par mer. Néoptolème atteint sa patrie sain et sauf, même si Phénix meurt en route, et il est reconnu par son grand-père Pélée.
Agamemnon arrive dans son palais, où il est assassiné par sa femme Clytemnestre, aidée de son amant Égisthe. Plus tard, Oreste (fils d'Agamemnon et de Clytemnestre) venge son père en tuant les responsables de sa mort. Ménélas rentre finalement d'Égypte. Cette dernière partie, connue sous le nom d’Orestie, est aussi racontée dans l’Odyssée (chants III et IV) par Nestor et Ménélas ; elle a servi de base à la trilogie tragique d'Eschyle, l’Orestie.
À la fin des Retours, le seul héros grec qui erre encore est Ulysse. Son « retour » personnel constitue le sujet de l’Odyssée.

#### Éditions
- Consulter la liste des éditions de cette œuvre .

#### Études
- (en) Jonathan S. Burgess, The Tradition of the Trojan War in Homer and the Epic Cycle, The Johns Hopkins University Press, Baltimore, 2001  (ISBN 080187890X).
- (en) Malcolm Davies, The Greek Epic Cycle, Bristol Classical Press, Bristol, 1989  (ISBN 1853990396).
- (de) W. Kullmann, Die Quellen der Ilias (troischer Sagenkreis), Franz Steiner, Wiesbaden, 1998 (1re éd. 1960)  (ISBN 3515002359).